# 林家珍平
林家 珍平（はやしや ちんぺい、1940年7月16日 - 2000年11月4日）は、日本の落語家・俳優。東京市浅草区千束町出身。本名：佐々木 康夫。

## 人物
立教中学校在学中に初代林家三平に入門、前座となり林家珍平を名乗る。
1958年に松竹大船撮影所に入所、俳優に転向する。加川事務所に所属。
大川橋蔵の葬儀告別式の際には『銭形平次』で共演した万七親分こと遠藤太津朗とともに友人代表として弔辞を読んだ。
2000年11月4日、心筋梗塞のため死去。60歳没。

## 出演

### 映画
- 坊っちゃん（1958年、松竹）
- この天の虹（1958年、松竹） - 高田源一
- 大学の合唱（1959年、国際劇場）
- 下町の太陽（1963年、松竹）
- いいかげん馬鹿（1964年、松竹） - 留吉
- 恋と涙の太陽（1966年、松竹） - 田代六郎

### テレビドラマ
- 夢の芝浜（1964年、NTV）
- 忍者部隊月光 第113・114話「黄金狂作戦  - 前・後篇 - 」（1966年、CX / 国際放映） - 幻44号・ノバ
- 駅長さんはお人好し（1966年、NTV）
- ウルトラマン 第3話「科特隊出撃せよ」（1966年、TBS / 円谷プロダクション） - 城のガイド
- 記念樹 （1966年、TBS） - 春雄
- 銭形平次（1967年 - 1984年、CX / 東映） - 八五郎
- 特別機動捜査隊 第311話「沈黙の人」（1967年、NET / 東映テレビプロ） - 郷田
- 3人家族（1968年、TBS）
- 大岡越前 第1部 第10話「裁かれる者は…」（1970年5月18日、TBS / C.A.L）
- 仮面ライダーストロンガー 第27話「改造魔人! デルザー軍団現わる!!」（1975年、MBS / 東映） - 杉本
- お耳役秘帳 第19話「呪いのわら人形」（1976年、KTV / 歌舞伎座テレビ） - 手代（友情出演）
- 土曜ワイド劇場「映画村殺人事件・愛の邪魔ものを消せ!」（1980年、ABC / 東映）
- 服部半蔵 影の軍団 第19話「吸血! 女の館」（1980年、KTV / 東映） - 瓦版売り
- 傑作怪談シリーズ 魔界番町皿屋敷（1981年、CX / 東映） - 政五郎
- 水戸黄門 第15部 第3話「偽黄門になった黄門様 -伊予」（1985年2月11日、TBS / C.A.L） - 惣次
- 金曜女のドラマスペシャル「松本清張の黒い画集・紐」（1985年10月、CX / 大映）
- 暴れん坊将軍シリーズ（ANB / 東映）
  - 暴れん坊将軍II
    - 第98話「あゝ憎まれて五十年!」（1985年） - 与兵衛
    - 第139話「五郎左を寝盗るか、詐欺女!?」（1986年） - 助八

  - 暴れん坊将軍III
    - 第20話「からくり盗っ人街道」（1988年） - 角兵衛
- 火曜サスペンス劇場「女弁護士・高林鮎子1・寝台特急あさかぜ4号殺人風景」（1986年11月、NTV / 東映） - 玄海スルメ
- 三匹が斬る! 第18話「父と娘の、生き血を絞るにせ大名」（1988年、ANB / 東映）
- 銭形平次（1990年、CX / 東映） - 番太